# SN 2007rs
SN 2007rs – supernowa typu Ia odkryta 11 listopada 2007 roku w galaktyce A004627-0103. W momencie odkrycia miała maksymalną jasność 22,50m.